# Potres na jezeru Kivu 2008.
Potres na jezeru Kivu 2008 pogodio je nekoliko država na području afričkih Velikih jezera. Potres se dogodio 2. veljače 2008. u 7:34:12 (UTC). Jačina mu je bila 5,9 Mw sudeći prema Geološkom institutu SAD-a, a trajao je oko 15 sekundi. Epicentar je bio 20 kilometara istočno od Bukavua kod jezera Kivu u DR Kongo.

## Vanjske poveznice
- USGS Earthquake Hazards Program report  Arhivirana inačica izvorne stranice od 4. veljače 2008. (Wayback Machine)